# ARP Odyssey
L'ARP Odyssey era una tastiera analogica messa in commercio nel 1972 dalla compagnia statunitense ARP Instruments. Per rispondere alla "pressione" della Moog Music e creare una tastiera portatile ed economicamente abbordabile (il Minimoog costava 1,495 dollari alla messa in commercio) la ARP ridusse di dimensioni il famoso synth 2600 creando così l'Odyssey, che diventò la più venduta fra le tastiere ARP.

## Storia
L'Odyssey era un sintetizzatore analogico con due oscillatori (il Minimoog ne aveva tre e perciò il suo suono era considerato più "corposo"). L'Odyssey fu uno dei primi sintetizzatori con capacità duofonica (la capacità di suonare due note contemporaneamente). Una delle maggiori potenzialità dell'Odyssey è il fatto che tutti i parametri, inclusi un filtro risonante a passa basso, uno non risonante a passa-alto, i controlli per gli effetti di inviluppo ADSR ed AR e quelli per le onde LFO triangolare e quadra (ma non sinusoidale) e una funzione di Sample&Hold erano modificabili con cursori e pulsanti situati tutti sul pannello frontale; ARP Instruments già dal modello 2600 adottava gli slider a cursore al posto dei potenziometri rotativi, poiché si riteneva che fosse più immediata la percezione dello stato dei controlli da parte del musicista.
Nei primi modelli, molti dei circuiti (come per esempio il filtro 4023) erano incastonati nella resina, per mantenere la stabilità della temperatura (o, secondo molti, per salvaguardare i segreti di costruzione della ARP). In ogni caso, questa caratteristica rendeva difficile, se non impossibile, effettuare riparazioni.
Nel 1976 il direttore musicale della Viacom utilizzò un Odyssey Mark II per comporre la musica per il logo TV della compagnia (logo "V of Doom"). Nel 1980 un Odyssey Mark III venne usato dalla BBC Radiophonic Workshop per il remake della melodia principale di Doctor Who.
Un Odyssey Mark II può essere visto nel film d'animazione Tutti a Hollywood con i Muppet.
Negli anni furono costruite tre versioni dell'Odyssey, denominate "Mark I, II, e III".
La tastiera fu messa in commercio in tre modelli differenti:

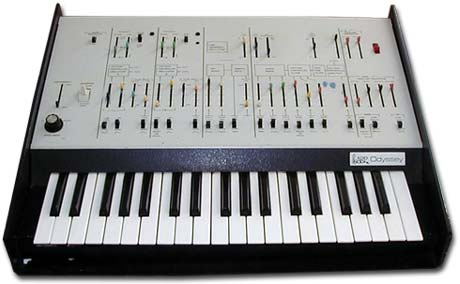
ARP Odyssey Mark I

Odyssey Mark I (Modello 2800)
- Prodotta tra 1972 e 1974
Questa versione con la livrea bianca utilizzava un filtro VCF da 2 poli (mod. 4023) ed aveva un design simile ai vecchi moduli Oberheim SEM.
- I modelli successivi furono costruiti con la livrea nero-dorata, e molti di questi avevano installata l'interfaccia con uscite jack CV/Gate/Trigger.

Questi primi modelli contenevano un gran numero di regolazioni interne ed erano per questo piuttosto difficili da calibrare.
Odyssey Mark II (Modelli 2810-5)
- Prodotta tra 1974 e 1976

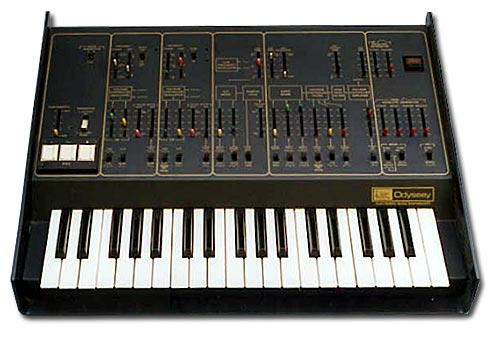
ARP Odyssey Mark II

- Ia Mark I ed II dell'Odyssey si assomigliavano molto e avevano praticamente lo stesso identico funzionamento. La differenza principale tra i due era l'aggiunta nel II del controllo CV/Gate e la modifica della livrea, che nel II era nero-dorata. Il modello 2810 introdusse un nuovo filtro VCF a 4 poli (mod. 4035). Questo filtro era simile a quello della Moog. Questo causò varie voci che parlavano di una causa intentata dalla Moog, che però non ci fu mai realmente. Le due compagnie trovarono un accordo amichevole e la ARP pagò le royalties per tutti i modelli ancora non immessi sul mercato contenenti questo filtro. Più tardi la ARP creò il suo filtro a quattro poli a passa basso. Il filtro, chiamato 4075, fu utilizzato in tutti i modelli successivi dell'Odyssey. Un filtro simile, il 4072 era contenuto in altre macchine della ARP quali il 2600, l'Omni, lAxxe ed il Solus.

Odyssey Mark III (Modelli 2820-2823)
- Prodotta dal 1976 al 1981

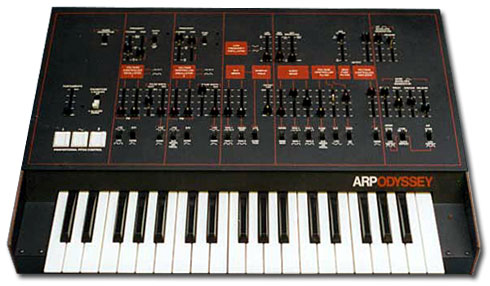
ARP Odyssey Mark III

- Ia Mark III conteneva il nuovo filtro ARP 4075. Nel resto delle sue parti era praticamente identico alla Mark II, eccetto per l'aspetto complessivo e la qualità del suono, che avevano subito un ulteriore miglioramento. La livrea fu modificata per renderla omogenea con quella classica dei prodotti ARP, notoriamente nero-arancione. Il fondello in materiale sintetico venne sostituito con una cassa in acciaio, come il resto del pannello, mentre la tastiera sporgeva visibilmente dal contenitore: questa scelta, comune agli altri strumenti ARP dello stesso periodo, esponeva i tasti a facili urti e rotture durante il trasporto. Il Mark III utilizzava peraltro un unico dispositivo di controllo del bending del tono, chiamato PPC (Proportional Pitch Control), dove tre pulsanti con sensibilità alla pressione erano utilizzati per controllare gli effetti di bending e vibrato; gli altri modelli di Odyssey utilizzavano una semplice manopola per questo scopo. Nello stesso periodo era disponibile un kit di trasformazione per installare il PPC anche su modelli dotati di controllo rotativo. L'Odyssey Mark III è considerato il più famoso fra i modelli di Odyssey.
- L'ARP Mark III aveva l'uscita ad alto livello di tipo XLR, in sostituzione della presa jack da 1/4 come nei modelli precedenti. Le uscite di tutti i modelli erano del tipo sbilanciato.

## Musicisti che lo hanno usato
- 808 State
- ABBA
- AIR
- Area (gruppo musicale)
- Astral Projection
- Apollo 440
- Bob James
- Bomb The Bass
- Boz Scaggs
- Brand X
- Chick Corea
- Deep Purple (a partire dall'album Burn)
- Devo
- George Duke
- Tom Coster (Santana)
- Jimmy Edgar
- John Foxx
- Jon Lord
- Herbie Hancock
- LTJ Bukem
- Gary Numan
- Jean-Luc Ponty
- Moodive
- Nomadi
- Ray Manzarek
- Roby Facchinetti
- R.E.M.
- Sea Level
- Tangerine Dream
- Starship
- Jethro Tull
- Nine Inch Nails
- Jean-Michel Jarre
- Elton John
- Kansas
- Wigwam
- Ultravox (è il suono caratterizzante degli assoli di synth della band)
- Vangelis
- Josef Zawinul
- Kraftwerk